# Andraž Kirm
Andraž Kirm (* 6. září 1984, Lublaň, SFR Jugoslávie) je slovinský fotbalový záložník a reprezentant, který působí v klubu AC Omonia.

## Klubová kariéra
Ve Slovinsku působil v klubech NK Šmartno, ND Slovan, NK Svoboda Ljubljana a NK Domžale. S Domžalemi vyhrál dvakrát domácí ligový titul. V letech 2009–2012 byl hráčem polského klubu Wisła Kraków, s nímž v sezóně 2010/11 vyhrál titul v Ekstraklase. V letech 2012–2014 hrál za nizozemský tým FC Groningen. V roce 2014 přestoupil do kyperského mužstva AC Omonia z Nikósie.

## Reprezentační kariéra
Andraž Kirm byl členem slovinské mládežnické reprezentace U21.
V A-mužstvu Slovinska debutoval 22. 8. 2007 v přátelském utkání v Podgorici proti domácímu týmu Černé Hory (remíza 1:1).
Zúčastnil se Mistrovství světa 2010 v Jihoafrické republice, kde Slovinci obsadili se čtyřmi body nepostupovou třetí příčku základní skupiny C. Kirm nastoupil ve všech třech zápasech skupiny (postupně proti Alžírsku, USA a Anglii).